# Списак места Светске баштине у Лаосу
Организација Уједињених нација за образовање, науку и културу (УНЕСKО) означава локалитете светске баштине. Ови локалитети имају универзалну вредност, као културна или природна баштина. Локалитете номинује земаља потписнице Конвенције о Светској баштини УНЕСКО-а, установљене 1972. године. Културно наслеђе се састоји од споменика (као што су архитектонска дела, монументалне скулптуре или натписи), групе зграда и локалитета (укључујући археолошка налазишта). Природне карактеристике (које се састоје од физичких и биолошких формација), геолошке и физиографске формације (укључујући станишта угрожених врста животиња и биљака), природни локалитети који су важни са становишта науке, очувања или природне лепоте, дефинишу се као природне наслеђе. Лаос, званично Лаоска Народна Демократска Република, ратификовао је конвенцију 20. марта 1987.
Град Луанг Прабанг је уписан 1995. године, Ват Пу 2001, Равница ћупова 2019, а Национални парк Хин Нам Но 2025. године. Прва три локалитета су културна добра, док је Хин Нам Но природно добро. Поред тога, Лаос има један локалитет на прелиминарној листи.

## Списак локалитета
УНЕСКО сврстава локалитете под десет критеријума; сваки локалитет мора да испуњава барем један од критеријума. Критеријуми од I до VI су културни, а од VII до X су природни.
| Локалитет                                                        | Фотографија                                  | Локација      | Година уписа | УНЕСКО подаци               | Опис |
| ---------------------------------------------------------------- | -------------------------------------------- | ------------- | ------------ | --------------------------- | --- |
| Град Луанг Прабанг                                               | A Buddhist temple in golden colours          | Луанг Прабанг | 1995.        | 479bis; ii, iv, v (култура) | Луанг Прабанг, престоница краљевства Лан Санг, у периоду између XIV и XVI века, био је краљевска и религијска престоница француског протектората Лаос у периоду од 1893. до 1946. године. Архитектура града представља спој два стила: традиционалног лаошког и европског колонијалног стила са краја XIX и почетка XX века. Грађевине укључују будистичке храмове, управне зграде и стамбене објекте. Град је добро очуван. Мања измена граница заштићеног подручја извршена је 2013. године.                                                                  |
| Ват Пу и повезана анатичка насеља у простору провинције Чампасак | Palace ruins in Khmer style                  | Чампасак      | 2001.        | 481; iii, iv, vi (култура)  | Ват Пу (на фотографији рушевине) је хиндуистички храм изграђен у време Кмерског царства које је владало овим регионом у периоду од X до XIV века. Обухвата и остатке храмова, градова и система за управљање водом, који потичу из периода од V до XV века. Распоред храма одражава хиндуистички концепт осе који повезује планину Пу Кхао са реком Меконг. |
| Равница ћупова                                                   | Large stone jars under a tree                | Ксианс-хоуанг | 2019.        | 1587; iii (култура)         | Ово подручје обухвата 15 појединачних локалитета са остацима мегалитске културе из гвозденог доба, која је постојала приближно од 500. године пре нове ере до 500. године нове ере. „Ћупови“ се односе на више од 2000 обрађених комада камена у облику цеви, који су употребљени у погребне сврхе. У оквиру локалитета се налазе и камени дискови који су вероватно служили као поклопци, као и друга гробна места и каменоломи. |
| Национални парк Фонг Ња-Ке Банг и Национални парк Хин Нам Но*    | A grey and orange monkey sitting on a branch | Камуане       | 2025.        | viii, ix, x (природа)       | Подручје обухвата кречњачку висораван са низом тропских красних типова рељефа као што су литице, конусна брда и пећински системи. Ова област је станиште неколико угрожених врста примата, укључујући белорепог гибона са југа, дука са црвеним бутинама (на фотографији је представник врсте) и индокинеског црног лангура. На овом простору живе најмање четири врсте птица кљунорошца, међу којима је и угрожена врста венчане кладанке. Овај транснационални локалит обухвата и Национални парк Фонг Ња–Ке Банг у Вијетнаму, који је заштићен 2003. године. |

## Прелиминарни списак
Поред локација уписаних на листу светске баштине, државе чланице могу да одржавају тентативну листу локалитета, који касније могу да буду размотрени за званичну номинацију и заштиту. Номинације за укључење на листу светске баштине се прихватају само ако је локалитет претходно био наведен на прелиминарној листи.
| Локалитет    | Фотографија                   | Локација   | Година уписа | УНЕСКО подаци    | Опис |
| ------------ | ----------------------------- | ---------- | ------------ | ---------------- | --- |
| Па Тат Луанг | A gold-covered Buddhist stupa | Вијентијан | 1992.        | ii, iv (култура) | Па Тат Луанг је велика будистичка ступа покривена златом. Изграђена је за време краља Сетатхиратха 1566. године, након што је преместио престоницу краљевства Лан Санг у покрајини Вијентијан. Верује се да ступа чува реликвију Буде. Врх ступе досеже висину од 45 метара, док је главна грађевина окружена реликвијарима и скулптурама. |